# Paul Lendvai
Paul Lendvai (sau Lendvai Pál n. 24 august 1929, Budapesta, Regatul Ungariei) este un jurnalist născut maghiar, devenit din 1959 cetățean austriac. Acesta și-a început cariera în Ungaria anilor 1950 cu două cărți cu caracter anticapitalist și antioccidental cu un tiraj însemnat. După stabilirea în Viena a început să scrie în Die Presse și Financial Times. De asemenea, a contribuit la publicația The Economist și a scris editoriale și alte articole unor ziare și posturi de radio austriece, germane și elvețiene. În 1982, Lendvai a devenit redactor-șef la departamentul pe Europa de Est al companiei media publice ORF și director la Radio Österreich International în 1987.
De-a lungul timpului acesta s-a remarcat ca fiind cel mai faimos comentator politic al Ungariei. După căderea comunismului însă, despre acesta au început să fie publicate informații privind colaborarea cu Államvédelmi Hatóság (ÁVH) și culminând cu documentele desecretizate care atestă colaborarea strânsă a jurnalistului din Austria cu regimul lui János Kádár pe plan propagandistic, în scopul spălării imaginii dictaturii, prin intermediul ORF.
În ultimii ani s-a remarcat a fi un opozant al conducerii Orbán.

## Biografie

### Activitate jurnalistică
Lendvai s-a născut in Budapesta din părinți evrei.
La sfârșitul anilor 1940 și începutul anilor 1950 (perioadă cunoscută ca Rákosi) Lendvai a lucrat ca jurnalist în Ungaria începând din 1947.
Ca un fost social-democrat, el a fost judecat din punct de vedere politic ca nefiind de încredere și a fost închis timp de opt luni în 1953 și interzis în mass-media timp de trei ani. Lendvai a fost membru al Partidului Socialist al Muncitorilor din Ungaria. 
Acesta a publicat în 1951 cartea Titó a magyar nép ellensége („Tito, dușman al poporului maghiar”), unde i-a atacat ferm pe capitaliști și Iugoslavia și a continuat aceeași linie ca jurnalist al Szabad Nép⁠(hu)[traduceți] („Națiunea liberă”) și mai târziu ca editor la redacția de politică externă a MTI.
După eliberarea din închisoare și-a reînnoit calitatea de membru de partid și a revenit la tonul critic la adresa Occidentului. În 1955, în lucrarea sa intitulată Franciaország válaszúton („Franța la răscruce de drumuri”), cu un tiraj 50.000 de volume și adresată „tuturor luptătorilor pentru pace”, a scris că „muncitorii parizieni mureau de foame, iar americanii distrugeau pământ fertil valoros doar pentru a face loc bazelor lor aeriene militare”.
El a părăsit țara ca să trimită reportaje din Polonia și, în 1957, s-a dus la Viena, în Austria. După sosirea la Viena, Lendvai a început să caute de lucru, la început limitat de insuficientele competențe lingvistice. În această perioadă, i-a informat pe corespondenții străini cu aspecte referitoare la Ungaria și a scris articole sub pseudonime, cum ar fi „György Holló”, „Árpád Bécs” sau „Paul Landy”. După ce a depășit primele dificultăți și a fost naturalizat, în 1959, devenind jurnalist și comentator al situației din Europa de Est pentru cotidianele Die Presse și Financial Times pentru douăzeci și doi de ani. De asemenea, el a contribuit la publicația The Economist și a scris editoriale și alte articole unor ziare și posturi de radio austriece, germane și elvețiene. În 1982, Lendvai a devenit redactor-șef la departamentul pe Europa de Est al companiei media publice ORF și director la Radio Österreich International în 1987.
Deși în autobiografia sa a scris că între 1965 și 1970 i-a fost interzisă intrarea în Ungaria, iar în 2006 a publicat un articol în Élet és Irodalom („Viața și literatura”) despre informatorii maghiari care au raportat despre el, pe baza documentelor Ministerului Afacerilor Externe ungar, totuși a cooperat voluntar cu regimul ungar al anilor 1980 pentru a i se oferi posibilitatea de a face interviuri și filma în țară.
În perioada colaborării cu statul comunist maghiar acesta a oferit informații despre diverse evenimente, inclusiv maniera emisiunilor planificate la televiziunea publică austriacă. În 1956 a creat un program care s-a raliat cerințelor regimului Kádár, în sensul creării unei imagini favorabile în Occident.
Acesta a fost informator al Ungariei din exterior asupra decurgerii Forumului Cultural European al Organizației pentru Securitate și Cooperare în Europa (OSCE), organizat la Budapesta între 15 octombrie-25 noiembrie 1985, ajutând astfel regimul să fie pregătit din timp în fața problemelor prezentate și concentrarea pe interzicerea vreunui invitat occidental să aducă în discuție lipsa libertății de exprimare, libertății presei sau despre persecuția minorităților (românii și slovacii maghiari, turcii bulgari, evreii din URSS).
Potrivit Presseurop, Paul Lendvai a devenit cel mai faimos comentator politic al Ungariei. După jurnalistul Bálint Ablonczy de la Heti Válasz⁠(hu)[traduceți], a devenit unul dintre cei mai des citați experți în Europa Centrală în mass-media în limba germană.
Acesta s-a declarat un critic al lui Viktor Orbán, lansând avertismente referitoare la Ungaria privind pericolele popularismului, radicalismului și antisemitismului. A publicat în 2010 o carte intitulată Mein verspieltes Land („Țara mea rătăcită”) unde a redat o imagine sumbră a Ungariei de astăzi, afectată de renașterea rasismului și antisemitismului și și-a exprimat îngrijorarea cu privire la Ungaria care ocupă funcția de președinție rotativă a Consiliului European. El și-a exprimat o părere similară într-un interviu comun pe care l-a acordat publicației austriece Kurier, împreună cu Anton Pelinka⁠(en)[traduceți], profesor la Universitatea Central-Europeană din Budapesta, făcând referiri negative la adresa Fidesz și menționând că a existat și înainte un partid de tip catch-all-party⁠(en)[traduceți] în anii 1930.

## Controverse
| “ | Dacă un jurnalist politic dorește să-și păstreze autoritatea și stima de sine, nu poate organiza un interviu doar în interesul apărării autorităților și nici nu poate accepta compromisuri de valoare incertă. | ” |
|   | |   |

––Paul Lendvai în cartea Magyarország kívülről, avagy a túlélés művészete („Ungaria: arta supraviețuirii”), 1990. Citatul a fost pus de jurnalistul Bálint Ablonczy de la Heti Válasz⁠(hu)[traduceți] în antiteză cu faptele privind colaborarea lui Lendvai în Austria cu autoritățile comuniste ungare.
În autobiografia sa, Paul Lendvai a recunoscut că și-a făcut serviciul militar obligatoriu la începutul anilor 1950 și s-a ocupat de colportaj și propagandă la poliția specială de interior, dar a omis să adauge că acest organism făcea parte din Államvédelmi Hatóság (ÁVH). Magyar Hírlap⁠(en)[traduceți], periodicul care a publicat un articol despre acest subiect în 2008, a menționat și că jurnalistul a avut funcția de ofițer, însă fără să fi adus o dovadă.
Concomitent cu Summitul de la Geneva⁠(en)[traduceți], între 15 octombrie și 25 noiembrie 1985, la Budapesta a avut loc Forumul Cultural European al Organizației pentru Securitate și Cooperare în Europa (OSCE), Ungaria devenind primul stat comunist care avea să găzduiască un eveniment european de acest fel. La acesta au participat demnitari maghiari, cu 900 de persoane invitate, inclusiv scriitori, oameni de știință, realizatori de film, politicieni. Evenimentul a căpătat importanță și pentru restul blocului comunist și în același timp a avut loc și un contra-forum, tot la Budapesta. Avându-se în vedere că într-o declarație a OSCE la conferința de la Helsinki (1975)⁠(en)[traduceți] a reieșit că politicile culturale ale statelor europene au fost uneori dezbătute în cadrul conferinței, organizatorii comuniști au hotărât ca niciun cetățean occidental să aducă în discuție lipsa libertății de exprimare și a prezenței presei sau despre persecuția minorităților (românii și slovacii maghiari, turcii bulgari, evreii din URSS). Autoritățile au depus eforturi considerabile în scopul monitorizării și anticipării oricăror probleme posibile, în acest sens o telegramă codificată „foarte confidențială” a fost trimisă cu caracter „urgent” de la ambasada Ungariei la Viena către Ministerul de Interne ungar cu două săptămâni înainte de 4 octombrie. Conținutul telegramei conținea în fapt programul simpozionului, planificat în paralel cu forumul Federației Internaționale Helsinki pentru Drepturile Omului⁠(en)[traduceți], conținut trimis de Paul Lendvai.
În cadrul contra-forumului planificat cu participarea „dizidenților și a grupurilor de opoziție”, György Konrád era ales să fie unul dintre vorbitori. La 7 octombrie, un raport mai detaliat a sosit la ministerul de interne, semnat de ambasadorul ungar din Austria János Nagy⁠(en)[traduceți]. Acesta conținea o plângere a lui Lendvai (care era la acea vreme redactor-șef pe Europa de Est pentru ORF), unde a declarat că deși reușise să-și descurajeze superiorul să trimită un echipaj de filmare la contra-forum, dacă evenimentul avea să aibă loc sau ar fi fost interzis cu agitație, Lendvai ar suferi consecințe grave. Referitor la guvernul austriac, Lendvai a raportat că Viena încerca să evite orice element supărător „din dreapta și din stânga”, și nu era în interesul ei ca sentimente negative să se dezvolte la Budapesta. Potrivit diplomatului maghiar, Lendvai a declarat că „după întâlnirea sa cu Fred Sinowatz⁠(en)[traduceți] (cancelarul austriac), a împiedicat opoziția cehă să aibă un cuvânt de spus la ORF în sprijinul libertății artistice în momentul forumului de la Budapesta, întrucât nu era în interesul guvernului să deraieze relațiile ceho-austriece care se îmbunătățesc încet.” De asemenea mai era notat: „Lendvai a spus că, în ziua deschiderii Forumului Cultural de la Budapesta, va face o evaluare la televiziunea austriacă folosind imagini de știri de la maghiari. În comentariu va folosi două propoziții care nu erau „așteptate” de la el aici (de către austrieci). Lendvai a cerut discreție în ceea ce privește difuzarea programului”.
În atașament s-a găsit și programul în limba engleză a contra-forumului, cu un avertisment privind păstrarea confidențialității documentului. Opt oficiali de rang înalt, cu acces la documentul transmis de ambasador, au putut intra în contact cu participanții invitați la contra-forum, precum scriitoarea americană Susan Sontag, istoricul englez Timothy Garton Ash, scriitorul maghiar György Konrád, poetul german Hans Magnus Enzensberger și alții. Ministerul Afacerilor Externe ungar a fost informat de o persoană, neidentificată, cu o listă a membrilor consiliului de conducere ai organizației care au venit cu ideea contra-forumului. Printre nume se numărau președintele evenimentului, Karl Schwarzenberg și Anton Pelinka⁠(en)[traduceți], membru al organizației internaționale și președintele Comitetului Helsinki austriac la acel moment.
Din notele informative de la 28 iulie 1986 despre o conversație purtată de jurnalist cu ministrul adjunct de externe József Bényi a reieșit că Lendvai a mustrat un coleg de la ORF la cererea unui superior ungar, întrucât comportamentul colegului era considerat „refractar”, pentru că a menținut legături cu grupurile maghiare democratice de opoziție. Tot potrivit lui Lendvai, unele cercuri vieneze au dezaprobat „tratamentul privilegiat al relațiilor maghiare”, adică statutul special atribuit regimului Kádár la televiziunea austriacă. Notele lui Bényi dezvăluie, de asemenea, că Lendvai a plănuit o transmisie în direct de la Budapesta pe 4 noiembrie 1986, cu participarea unor adepți, precum Valéria Benke⁠(en)[traduceți], membru al comitetului central, și János Fekete⁠(hu)[traduceți], vicepreședintele Băncii Naționale a Ungariei.
În 18 noiembrie 2010, săptămânalul Heti Válasz⁠(hu)[traduceți] a publicat o anchetă, coroborată de cinci documente din arhivele ministerului maghiar de externe, care arată că Paul Lendvai a colaborat cu regimul comunist din Ungaria, „trăind aproape în simbioză cu oficialitățile regimului Kádár”. Deranjat fiind de articol, acesta nu a răspuns întrebărilor adresate din presă, însă a declarat că a fost urmărit de poliția politică a țării de origine.
În ziarul Népszabadság⁠(en)[traduceți], Lukács Ádám Petri, fiul disidentului György Petri, a declarat că „Paul Lendvai consideră ridicol faptul că este acuzat că „a fost un agent” [al regimului comunist maghiar] și are perfectă dreptate. Jurnalistul vienez, membru executiv al partidului social-democrat austriac, cu siguranță nu a fost agent, dar a colaborat voluntar cu dictatura. Și, ca atare, a făcut rău opoziției democratice maghiare și a stricat memoria revoltei din ’56.” Tot Petri a mai adăugat: „Când Paul Lendvai transmite informații confidențiale despre forumul cultural alternativ care se va desfășura în Ungaria, știe că comportamentul său este rușinos, motiv pentru care cere discreție ambasadei [...] Și raportează destul de mulțumit reprezentanților dictaturii că, la emisiunile TV austriece a căror program era sub conducerea sa, i-a împiedicat pe reprezentanții opoziției democratice cehe să vorbească [...] Lendvai și-a folosit prestigiul și cunoștințele pentru a masca realitatea respingătoare a dictaturii”.
Jurnalistul de stânga László Tamás a scris pe site-ul Hírszerző.hu⁠(hu)[traduceți] că „cei care o fac sunt excepția, nu regula: asta este natura umană [...] János Martonyi și Pál Schmitt (foști protejați ai regimului comunist, în prezent lideri de dreapta) au vrut să trăiască. Și trăiesc bine. Paul Lendvai a făcut-o și el – văzând că era principalul expert în politica maghiară în Occident. Și au plătit prețul impus de dictatură. Asta a fost. Dar acum trebuie să plătească prețul moral pe care democrația le cere pentru fostul lor oportunism.” Fostul premier socialist Ferenc Gyurcsány a fost printre puținii care a venit în apărarea lui Lendvai, declarând: „În ceea ce mă privește, îl susțin în lupta lui de a justifica deciziile sale de ieri.[…] Și trebuie să încetăm să dezgropăm trecutul.”
În săptămânalul Heti Világgazdaság⁠(en)[traduceți], János Pelle⁠(hu)[traduceți] a arătat că „mulți se așteaptă ca Orbán, în loc să pună bazele unei democrații mai puternice, impune un sistem autoritar și, la fel ca Putin, să se înrădăcineze permanent la putere. Singura modalitate prin care el poate respinge aceste acuzații va fi prin fapte și gesturi concrete.” În continuare jurnalistul a pus întrebarea: „Cum se face că jurnaliștii occidentali sunt întotdeauna atât de îngăduitori atunci când vine vorba de guvernele de stânga, dar pun în discuție pericolul fascist de fiecare dată când Orbán este menționat?”.

## Publicații

### În limbile germană și engleză
- Der rote Balkan. Zwischen Nationalismus und Kommunismus. Fischer, Frankfurt am Main 1969
- Antisemitismus ohne Juden. Europaverlag, Wien 1972, ISBN: 3-203-50417-0
- Kreisky. Portrait eines Staatsmannes. Zsolnay/Econ, Wien/Hamburg/Düsseldorf 1972, ISBN: 3-430-17808-8
- Die Grenzen des Wandels. Spielarten des Kommunismus im Donauraum. Europaverlag, Wien 1977, ISBN: 3-203-50611-4
- Der Medienkrieg. Wie kommunistische Regierungen mit Nachrichten Politik machen. Ullstein, Frankfurt am Main 1980, ISBN: 3-548-34515-8
- Religionsfreiheit und Menschenrechte. Bilanz und Aussicht. Styria, Graz 1983, ISBN: 3-222-11476-5
- Das einsame Albanien. Reportage aus dem Land der Skipetaren. Edition Interfrom, Zürich 1985, ISBN: 3-7201-5177-8
- Das eigenwillige Ungarn. Von Kádár zu Grosz. Edition Interfrom, Zürich 1986, ISBN: 3-7201-5195-6
- Zwischen Hoffnung und Ernüchterung. Reflexionen zum Wandel in Osteuropa. Jugend und Volk, Wien 1994, ISBN: 3-224-16577-4
- Auf schwarzen Listen. Erlebnisse eines Mitteleuropäers. Hoffmann und Campe, Hamburg 1996, ISBN: 3-455-11077-0
- Die Ungarn. Ein Jahrtausend Sieger in Niederlagen. Bertelsmann, München 1999, ISBN: 3-570-00218-7, als TB: Goldmann, München 2001, ISBN: 3-442-15122-8
- Reflexionen eines kritischen Europäers. Kremayr und Scheriau, Wien 2005, ISBN: 3-218-00758-5
- Der Ungarnaufstand 1956. Eine Revolution und ihre Folgen. Bertelsmann, München 2006, ISBN: 3-570-00579-8
- Mein Österreich. 50 Jahre hinter den Kulissen der Macht. Ecowin, Salzburg 2007, ISBN: 3-902404-46-9
- Best of Paul Lendvai. Begegnungen, Erinnerungen, Einsichten. Ecowin, Salzburg 2008, ISBN: 978-3-902404-66-4
- Als der Eiserne Vorhang fiel. Texte aus dem „Wiener Journal“ und der „Europäischen Rundschau“ aus dem annus mirabilis 1989. Herausgegeben mit Rudolf Bretschneider, Einleitung von Michael Spindelegger, Edition Atelier, Wien 2009, ISBN: 978-3-902498-26-7
- Mein verspieltes Land. Ungarn im Umbruch. Ecowin, Salzburg 2010, ISBN: 978-3-902404-94-7
- Leben eines Grenzgängers. Erinnerungen. Aufzeichnungen im Gespräch mit Zsófia Mihancsik. Kremayr & Scheriau, Wien 2013, ISBN: 978-3-218-00864-8
- Orbans Ungarn. Kremayr & Scheriau, Wien 2016, ISBN: 978-3-218-01038-2
- Orbán: Hungary's Strongman. Oxford University Press, 2018, ISBN: 978-0-1908-7486-5
- Die verspielte Welt. Begegnungen und Erinnerungen. Ecowin, Salzburg 2019, ISBN: 978-3-7110-0159-7

### În limba maghiară
- Titó a magyar nép ellensége; Szikra Ny., Bp., 1951 (Szabad Föld téli esték füzetei)
- Egyiptom; Művelt Nép, Bp., 1952 (Földrajzi kiskönyvtár)
- Görögország; Művelt Nép, Bp., 1954 (Földrajzi kiskönyvtár)
- Franciaország válaszúton; Egyetemi Ny., Bp., 1956 (Mi van a nagyvilágban? Az Országos Béketanács külpolitikai füzetei)
- Magyarország kívülről, avagy A túlélés művészete; ford. Bárány Anzeln; Láng, Bp., 1990
- Honnan – hová? Gondolatok a közép- és kelet-európai változásokról; ford. Glavina Zsuzsa; Pesti Szalon, Bp., 1995
- Feketelistákon. Egy közép-európai élményei; ford. Glavina Zsuzsa, Mohi Zsolt; Pesti Szalon, Bp., 1997
- *(Határátlépés. Az Üllői útról a nagyvilágba címen is)
- Magyarok. Kudarcok győztesei; ford. Dunai Andrea; Helikon, Bp., 2001
- Határátlépés. Az Üllői útról a nagyvilágba; ford. Glavina Zsuzsa, Mohi Zsolt; 2. bőv., átdolg. kiad.; Helikon, Bp., 2002
  - (Feketelistákon. Egy közép-európai élményei címen is)
- A világ egy kritikus európai szemével; ford. Laczházi Gyula, Glavina Zsuzsa; Napvilág, Bp., 2005
- Forradalomról tabuk nélkül, 1956; ford. Pruzsinszky Sándor; Napvilág, Bp., 2006
- Az osztrák titok. 50 év a hatalom kulisszái mögött; ford. Pruzsinszky Sándor; Sanoma, Bp., 2008
- Magyarok. Győzelmek és kudarcok; ford. Dunai Andrea; 3. átdolg., bőv. kiad.; Kossuth, Bp., 2009
- Az eltékozolt ország; ford. Liebentritt Katalin; Noran Libro, Bp., 2011
- Három élet. Beszélgetés Mihancsik Zsófiával; Kossuth, Bp., 2012
- Magyarok. Győzelmek és kudarcok; ford. Dunai Andrea; 4. bőv. kiad.; Kossuth, Bp., 2012
- Új honfoglalás; ford. Nádori Lídia; Noran Libro, Bp., 2016
- Magyarok. A kezdetektől napjainkig; ford. Dunai Andrea; 5. bőv. kiad.; Kossuth, Bp., 2017
- Törékeny Európa; ford. Nádori Lídia; Noran Libro, Bp., 2019